# Ściana Trombe’a

1 – letnie promienie słoneczne,
2 – zimowe promienie słoneczne,
3 – dach,
4 – szyba,
5 – komora, gdzie nagrzewa się powietrze,
6 – ściana akumulacyjna pomalowana z zewnątrz na czarno,
7 – wlot nagrzanego powietrza do pomieszczenia,
8 – wylot schłodzonego powietrza z pomieszczenia,
9 – pomieszczenie,
10 – ściany izolacyjne.

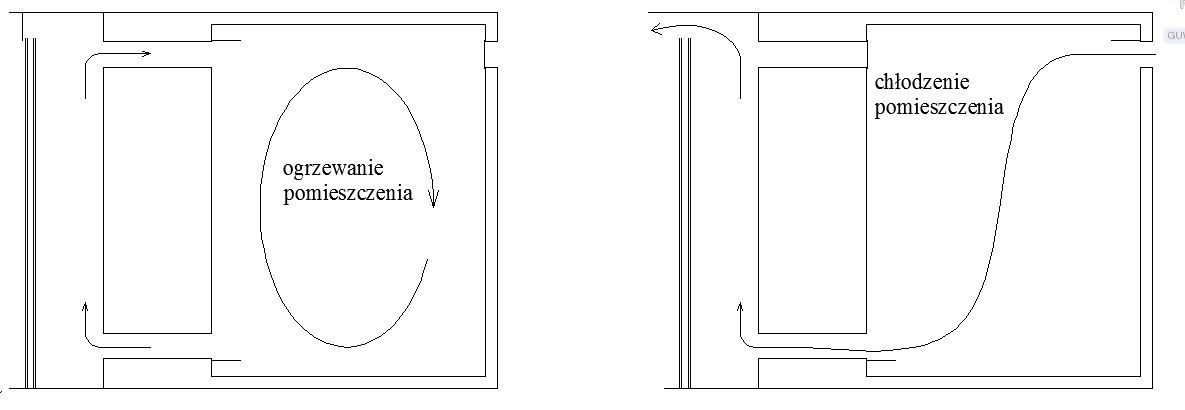
Możliwe tryby pracy ściany Trombe’a latem i zimą

Ściana Trombe’a – rodzaj pasywnego sposobu pozyskiwania energii opierający się na systemie zysków pośrednich z wykorzystaniem warstwy akumulującej. Koncepcja tego rozwiązania konstrukcyjnego, pierwotnie opatentowana w roku 1881 w USA, została następnie udoskonalona przez francuskiego inżyniera – Félixa Trombe’a i powtórne opatentowana w 1972 roku.

## Wstęp
System zysków pośrednich, w przeciwieństwie do systemów zysków bezpośrednich, pozwala uniknąć większych niż tolerowane przez człowieka w zakresie odczuwalnego komfortu cieplnego fluktuacje temperatury pomieszczenia. Uniknięcie gwałtownych zysków ciepła z jednoczesną możliwością opóźnienia okresu dostarczania energii do pomieszczenia, jest możliwe dzięki odizolowaniu wnętrza budynku za pomocą układu magazynującego w postaci grubej masywnej ściany. Natomiast zdolność magazynowania ciepła w przegrodzie masywnej zależy od jej grubości, promieniowania słonecznego i ewentualnych wahań temperatury zewnętrznej. Układ magazynujący poprzedzony jest pustką powietrza i szybą. We współczesnych konstrukcjach na ogół nie stosuje się zwykłych szyb okiennych, lecz izolacje przezroczyste typu komórkowego.
Uproszczoną instalacją, bez możliwości przepływu powietrza w szczelinie, nie ma kanałów łączących wnętrze pomieszczenia ze szczeliną powietrzną, jest ściana kolektorowo-akumulacyjna. Warstwa powietrza w szczelinie pełni wówczas rolę dodatkowej izolacji termicznej ściany.

## Zasada działania
Promieniowanie słoneczne przechodzi przez pokrycie szklane, następnie jest absorbowane przez ciemną powierzchnię ściany akumulacyjnej, powodując wzrost jej temperatury. Zakumulowana w ścianie energia przekazywana jest do pomieszczenia przez przewodzenie. Odpowiednie przesunięcie fazowe okresu dostarczania energii uzyskuje się przez optymalne dobranie grubości i pojemności cieplnej ściany, uwzględniające lokalne warunki klimatyczne. Dodatkowo przy sprzyjających warunkach nasłonecznienia, poprzez otwarcie kanałów łączących pomieszczenie ze szczeliną pomiędzy ścianą a szybą, można uzyskać przepływ nagrzanego powietrza ze szczeliny do pomieszczenia. Jest to możliwe, gdy siła wyporu, będąca efektem różnych gęstości powietrza w szczelinie i pomieszczeniu będzie dostatecznie duża, by pokonać opory przepływu. Chłodniejsze powietrze z pomieszczenia zasysane jest dolnym kanałem do szczeliny, tam ogrzewane i górnym kanałem wraca do pomieszczenia.
W okresie letnim można wykorzystać ścianę Trombe’a do klimatyzowania pomieszczenia. Chłodne powietrze zasysane jest wówczas z północnej zacienionej strony budynku lub pobierane z wymiennika gruntowego i przez otwarty kanał dolny wpływa do szczeliny, nagrzewa się, a następnie jest odprowadzane przez górny otwór w powierzchni zewnętrznej.

## Opis matematyczny
Założenia: jednowymiarowość pola temperatury oraz jednorodność materiału konstrukcyjnego bloku magazynującego.
Przebieg zmian temperatury wewnątrz ściany opisuje równanie przewodnictwa Fouriera:
{\displaystyle {\frac {\partial T_{m}}{\partial x}}=a_{m}{\frac {\partial ^{2}T_{m}}{\partial x^{2}}},}
{\displaystyle a_{m}={\frac {\lambda _{m}}{c_{m}\rho _{m}}},}
gdzie:
- {\displaystyle a_{m}} – dyfuzyjność cieplna materiału ściany [m²/s],
- {\displaystyle \lambda _{m}} – przewodność cieplna materiału ściany [W/m·K],
- {\displaystyle \rho _{m}} – gęstość materiału ściany [kg/m³],
- {\displaystyle c_{m}} – ciepło właściwe [J/kg·K],
- {\displaystyle T_{m}} – temperatura bloku magazynującego.

## Bilanse energetyczne
Powierzchnia absorbująca ściany
{\displaystyle -\lambda _{m}{\frac {\partial T_{m}}{\partial x}}=G_{\beta }(\tau \alpha -h_{c1}(T_{p}-T_{fsr})-h_{r}(T_{p}-T_{c}).}
Wewnętrzna szyba
{\displaystyle h_{c2}(T_{fsr}-T_{c})-h_{r}(T_{p}-T_{c})=U_{t}(T_{c}-T_{\alpha }).}
Przepływające powietrze
{\displaystyle \rho _{f}c_{f}v_{f}d{\frac {\partial T_{fsr}}{\partial y}}=h_{c1}(T_{p}-T_{f})-h_{c2}(T_{f}-T_{c}),}
gdzie:
- {\displaystyle h_{c1},h_{c2}} – konwekcyjne współczynniki przejmowania ciepła,
- {\displaystyle h_{r}} – zastępczy współczynnik przejmowania ciepła,
- {\displaystyle T_{f}} – temperatura powietrza.